# Incendios forestales en el oeste de León (2025)
Los incendios forestales en el oeste de León (2025) son una serie de incendios forestales que están afectando gravemente a diversas comarcas del oeste de la provincia de León (Castilla y León, España) durante el verano de 2025.

## Desarrollo
Desde principios de agosto, se registraron varios focos activos en León. Según Euronews, al 10 de agosto había al menos cinco incendios, tres de ellos en nivel 2 (alta gravedad): Villaverde de los Cestos, Yeres y Llamas de la Cabrera, y otros dos en nivel 1: Orallo y Fasgar.
Los causantes principales fueron tormentas secas y rayos, en combinación con condiciones extremas de temperatura, humedad y viento, conocidas como la “regla del 30”.

## Impactos
- Evacuaciones: El fuego obligó a desalojos preventivos de unos 35 vecinos de Yeres y hubo amenazas sobre núcleos como Llamas de la Cabrera, sin necesidad de desalojo inmediato.[1]
- Patrimonio amenazado: El incendio de Yeres representó una amenaza para el Monumento Natural de Las Médulas (Patrimonio de la Humanidad), si bien finalmente no resultó afectado.[1]
- Víctimas: Se confirmaron al menos dos fallecidos, voluntarios de tareas de desbroce alcanzados por las llamas en el marco del incendio transfronterizo procedente de Molezuelas en Zamora.
- Superficie afectada y evacuaciones masivas: El incendio de Molezuelas saltó hacia León, destruyendo más de 37 000 ha y forzando la evacuación de miles de personas en municipios tanto leoneses como zamoranos.
- Operativo de extinción: Se desplegaron unidades de la UME, brigadas helitransportadas, efectivos terrestres y medios aéreos. El dispositivo permitió estabilizar algunos focos después de una intensa coordinación en el Cecopi provincial.[1]

## Estado actual y perspectivas
Las autoridades confirmaron que, hasta mediados de agosto, algunos frentes habían sido estabilizados, si bien la vigilancia se mantenía activa debido a condiciones meteorológicas volátiles y riesgos de reactivación.